# 70 Pine Street
American International Building, ook 70 Pine Street is een wolkenkrabber in New York. Het gebouw is 290,17 meter hoog en telt 66 verdiepingen. Het is ontworpen door Clinton and Russell, Holton & George en heeft een oppervlakte van 80.400 vierkante meter.

## Ontwerp
Het gebouw is bekleed met bruin kalksteen en wordt bovenin wit na een inspringing, zoals een ijskap op een berg. Deze witte top had een openluchtplatform, met daarboven een glazen sterrenwacht op de 66ste verdieping. Hier had men de beste uitzichten met zicht op ieder gebouw in downtown New York. De sterrenwacht was eerst open voor publiek, maar is nu alleen nog toegankelijk voor bepaalde werknemers bij AIG.
Vroeger was de toren uitgerust met dubbeldekker-liften. Deze liften moesten ervoor zorgen dat er genoeg mensen met de lift konden, ondanks de smalle toren met weinig liftschachten. Maar de liften werden snel vervangen, vanwege hun lage populariteit.
Boven de ingang van de toren vindt men een model van de toren zelf. Dit model heeft zelf ook weer boven de ingang een kleiner model van zichzelf.

## Galerij

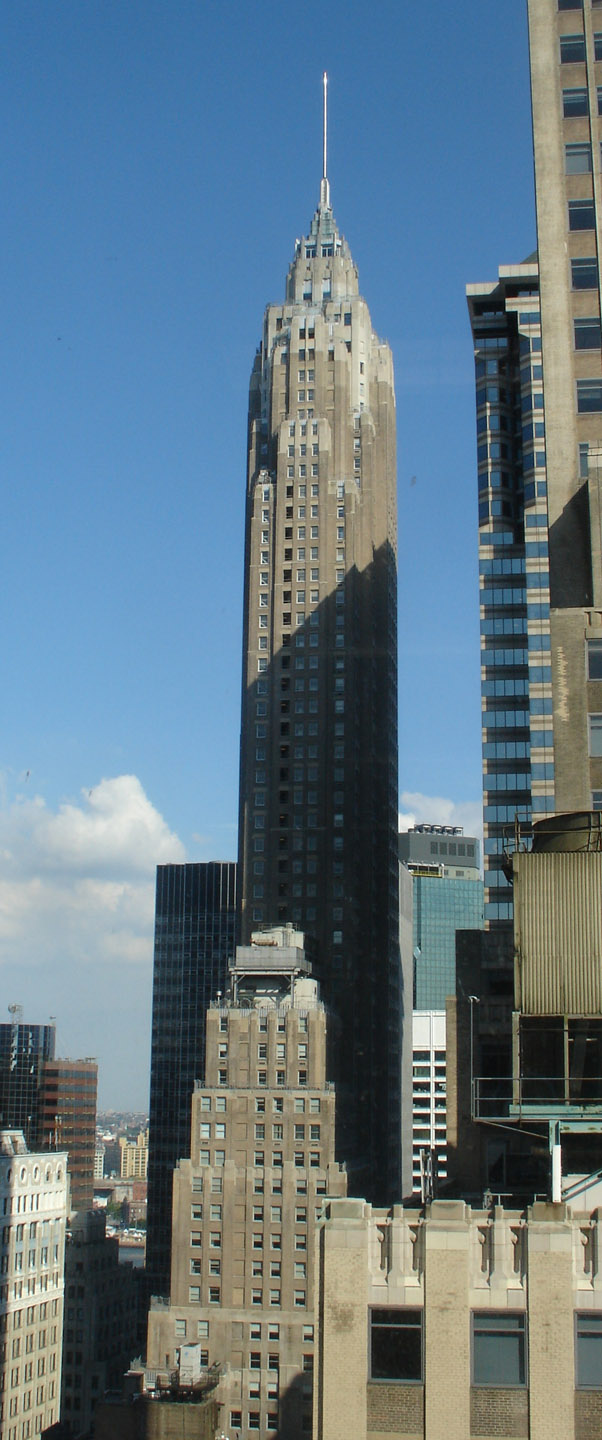
De toren vanaf 14 Wall Street
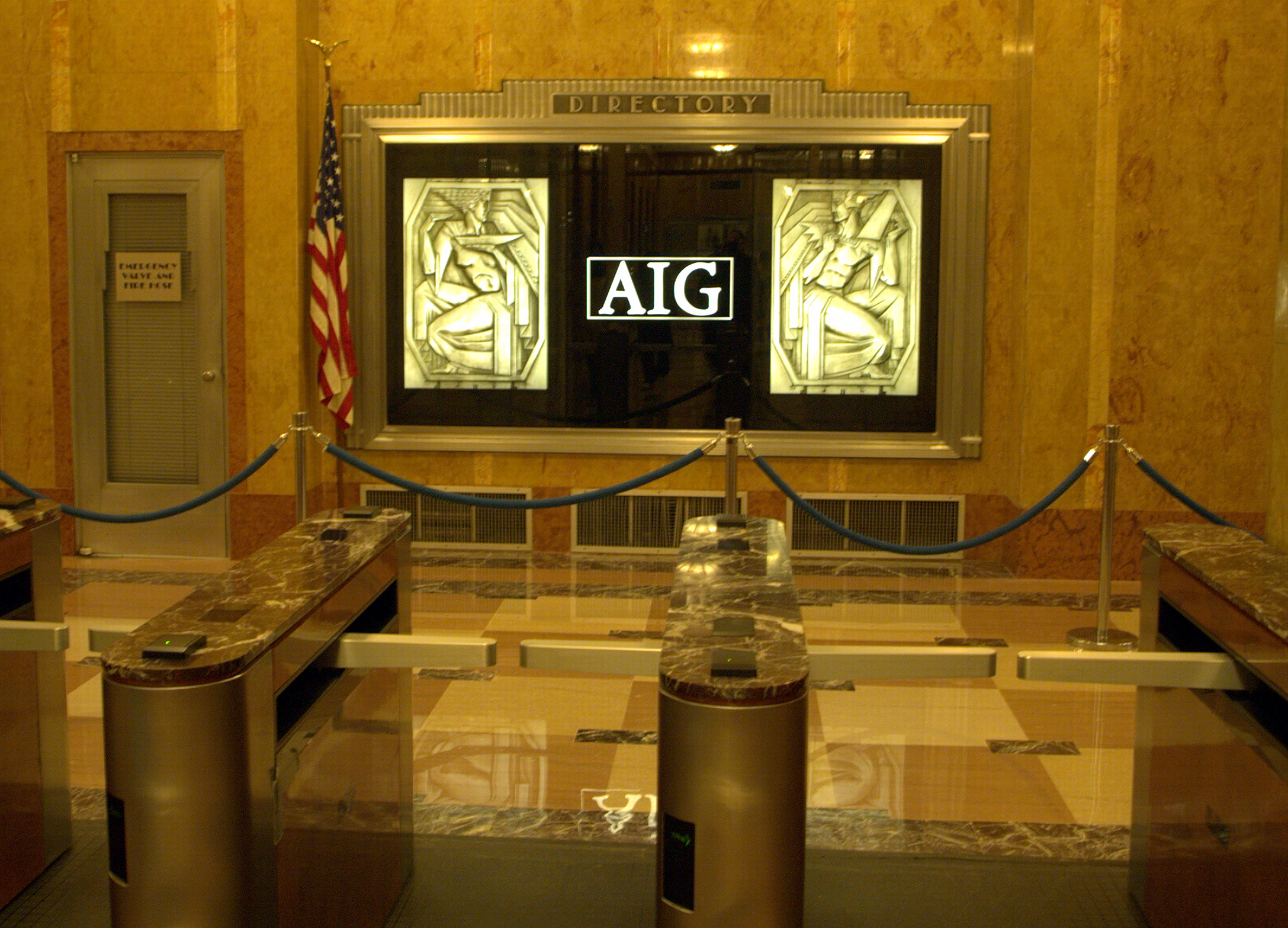
De lobby van het gebouw